# Wenera 11
Wenera 11 – radziecka sonda planety Wenus i przestrzeni międzyplanetarnej; bliźniaczka Wenery 12. Obie sondy stanowiły część francusko-radzieckiej współpracy naukowej w ramach projektu SIGNE 2. Statki miały za zadanie badanie Wenus za pomocą wielu przyrządów naukowych umieszczonych na pokładzie orbitera i lądownika, oraz utworzenie sieci triangulującej promieniowanie gamma (eksperymenty KONUS i SIGNE).

## Opis misji
Wenera 11 i 12 były częścią francusko-radzieckiej współpracy w ramach projektu SIGNE 2. Projekt SIGNE 2 składał się francuskich detektorów promieniowania gamma umieszczonych na radzieckich statkach Wenera 11, Wenera 12 i Prognoz 7. Statki formowały międzyplanetarną sieć triangulująca błyski gamma. Program miał dwie ważne cechy:
- po raz pierwszy identyczne detektory pracując na różnych statkach, odległych od siebie na dystanse międzyplanetarne obserwowały błyski gamma,
- eksperyment używał największego do tej pory detektora gamma wyniesionego w przestrzeń kosmiczną.

Wenera 11 została wystrzelona 9 września 1978. Siostrzana Wenera 12, 5 dni później. Każda sonda składała się z platformy przelotowej i lądownika. Oba statki miały taki sam zestaw instrumentów. Platforma miała urządzenia pozwalające na badania składu wiatru słonecznego, błysków gamma, promieniowania UV i gęstości elektronów w jonosferze Wenus. Statek wyniesiono najpierw na okołoziemską orbitę parkingową o parametrach 177×205 km, nachylenie 51°. Następnie został wprowadzony na orbitę heliocentryczną. Statki podróżowały do Wenus w odstępie około 0,02 j.a. Później odstęp ten powiększył się do 0,5 j.a. Statki serii Wenera mogły być stabilizowane obrotowo z okresem kilkugodzinnym, lub w trzech osiach. Generalnie, sonda była stabilizowana obrotowo w czasie lotu do Wenus, a w trzech osiach po osiągnięciu planety. Zbliżenie z Wenus nastąpiło 25 grudnia 1978, w odległości 40 064,24 km. Po oddzieleniu lądownika, platforma kontynuowała oblot Wenus i weszła na orbitę heliocentryczną. Platforma przez 95 minut przekazywała dane z lądownika, po czym wyleciała poza zasięg nadajnika lądownika i rozpoczęła przesyłanie danych zebranych z własnych eksperymentów. Misja sondy Wenera 11 została przerwana w lutym 1980 roku. Wenera 12 zakończyła misję w kwietniu 1980.

## Ładunek

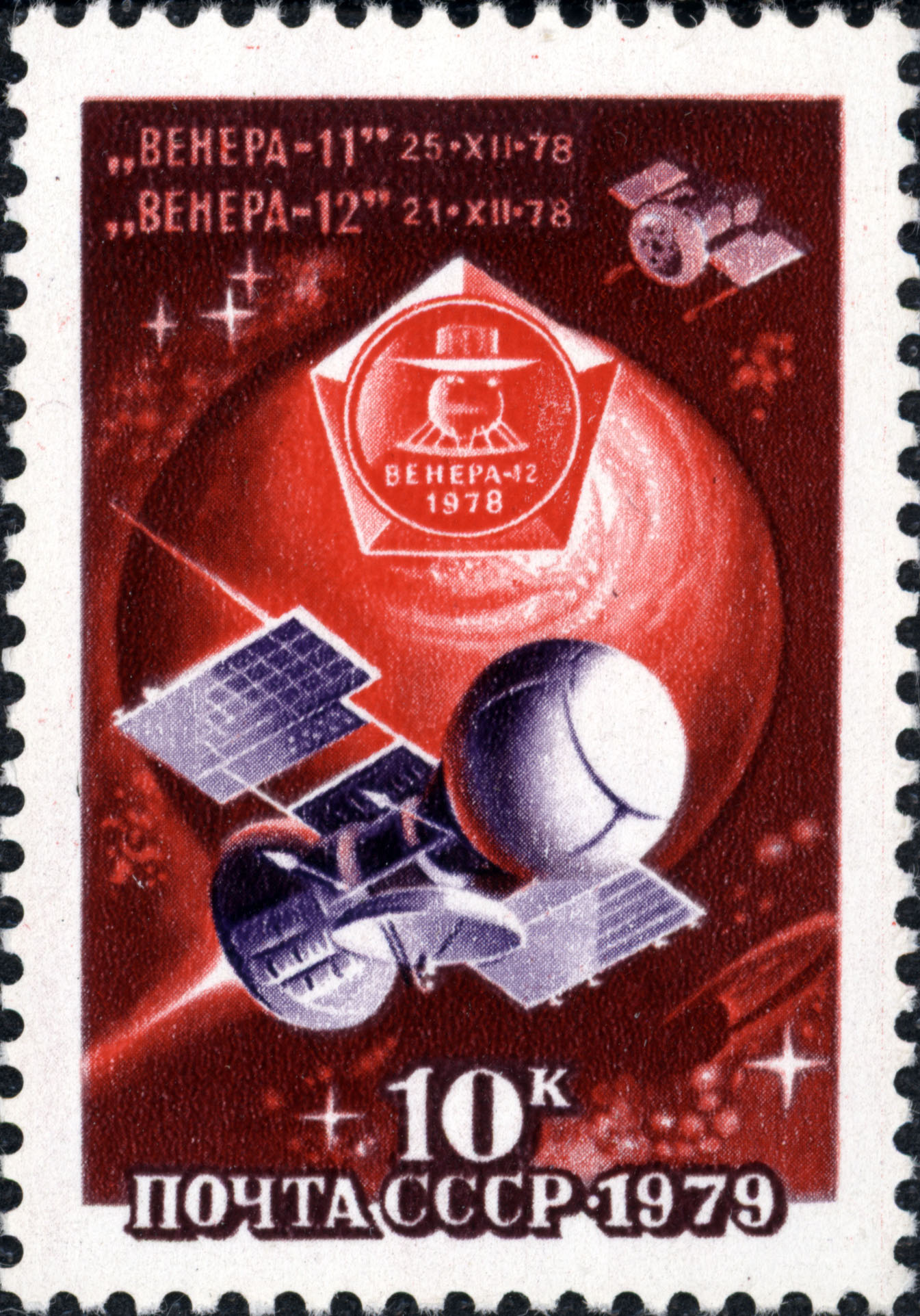
Znaczek pocztowy upamiętniający misję sond Wenera 11 i Wenera 12

Ładunek naukowy sondy:
- Eksperyment KONUS

Składał się on z 6 detektorów scyntylacyjnych, zestawu 6 detektorów błysków gamma, 6 liczników mierzących zliczenia w każdym z detektorów, 320-kanałowego analizatora czasowego i ze 128-kanałowego analizatora pulse-height. Każdy scyntylator był kryształem NaI(Tl) (8 cm średnicy i 3 cm grubości). Tło było mierzone przez zliczanie w zakresie 50 - 150 keV i spektralnie w zakresie 30 keV - 2 MeV. Błyski były wykrywane w zakresie 20 - 300 keV. 8 sekund czasu przed błyskiem było nagrywanych z rozdzielczością czasową 0,25 s. Profil czasowy błysku był nagrywany w trzech „wersjach”: 2 s z rozdzielczością 15,625 ms, 32 s z rozdzielczością 0,25 s i dodatkowe 32 s z rozdzielczością 1 s
- Eksperyment SNEG-2M3
- Spektrometr promieniowania gamma (2 detektory scyntylacyjne skierowane w przeciwnych kierunkach, „na Słońce” i w kierunku przeciwnym; 0,08-2,5 MeV w 7 kanałach); czułość 5×10-6 erga/cm²

Obie Wenery miały detektory gamma o polu widzenia 4π steradianów. Każdy detektor składał się z kryształu NaI(Tl) o wymiarach 4,5×3,7 cm otoczonego przez 8 mm grubości plastyczną powłokę antykoincydencyjną. Kryształ i osłona były oglądane przez fotopowielacz. Detektor błysków gamma pracował w trybie „oczekiwania” o niskiej rozdzielczości czasowej. Tryb ten był używany, gdy nie wykryto błysków. Przesyłane były wtedy spektra o niskiej rozdzielczości energetycznej i spektra kalibracyjne o wysokiej rozdzielczości. Typowo, dane były zbierane przez 31 kanałów w paczkach 120 sekundowych. Wykrycie błysku wyzwalało zbieranie danych o wysokiej rozdzielczości czasowej i energetycznej. Kryterium wykrycia błysku to przekroczenie w przedziale 250 ms normalnej wartości zliczania o 8 sigma. Maksymalna rozdzielczość czasowa wynosiła 1/512 s. Błyski były wyszukiwane w dwóch zakresach: 50 - 270 keV i 600 - 3000 keV, zależnie od trybu detektora. W czasie błysku używane było 6 kanałów, a typowy zakres obserwacji wynosił 80 - 800 keV. Dane były odczytywane przez ok. 4 s. Jednakże dwa błyski mogły być wykrywane w odstępie 3 - 20 minut. Co więcej, zbieranie informacji na pokładzie statku ograniczało liczbę odróżnialnych błysków do 1 na dwie godziny.
- Pułapki jonowe (jony: 0-4,5 keV; elektrony: 0-300 eV); czułość od 3×105 cząstek/cm²s do 3×109 cząstek/cm²s
- Wielokanałowy monochromator UV z siatką dyfrakcyjną (badanie linii 30,4; 58,4; 73,6; 86,9; 104,8; 121,6; 130,0; 135,6; i 150,0 nm)
- Spektrometr elektronów i protonów - licznik proporcjonalny, liczniki Geigera, detektor scyntylacyjny i półprzewodnikowy (elektrony: 5-500 keV; protony: 0,05-1 MeV i 30-200 MeV); czułość 5×105 cząstek/cm² s sr.
- Spektrometr protonów - półprzewodnikowy detektor krzemowy n-p (0,1-100 Mev); czułość 104 protonów/cm²s, przy 10 MeV
- Dwa nadajniki radiowe (fale centymetrowe i decymetrowe) do badania jonosfery Wenus i plazmy słonecznej
- Detektory plazmy wiatru słonecznego

Detektory plazmy miały za zadanie badanie widm energetycznych jonów i elektronów wiatru słonecznego. Miały też prowadzić pomiary, niezależnie, protonów i cząstek alfa, w różnych odległościach od Słońca. W skład instrumentu wchodziły analizatory elektrostatyczne i cylindryczne puszki Faradaya. Elektrony były mierzone w zakresie 10 - 200 eV (w 24 krokach), koncentracja jonów w zakresie 0,25 - 5 keV (w 24 krokach), protony w zakresie 0,25 - 5 keV (w 24 krokach), a cząstki alfa w zakresie energetycznym od 0,5 do 10 keV (w 24 krokach). Pomiary spektralne zajmowały ok. 192 s. Czułość wynosiła od 5 x 107 do 1010 cząstek/cm2s. Instrument nie pracował w sposób ciągły.
- Eksperyment cząstek energetycznych MSU-TASPD

Eksperyment cząstek energetycznych MSU - TASPD, był jednym z kilku eksperymentów przygotowanych przez Wydział Teoretycznej i Stosowanej Fizyk Kosmicznej przy Instytucie Fizyki Jądrowej im. Skobielcyna Uniwersytetu Moskiewskiego. Instrument ten był również na pokładzie sond Łuna, Zond, Mars, Wenera, Wega, Fobos, i mierzył cząstki energetyczne (MeV) w ośrodku międzyplanetarnym. Wczesne misje (Zond 1 i 3) prowadziły pomiary powyżej 30 MeV. Późniejsze, mierzyły protony o niższej energii i większej ilości miejsc (w okolicach i z dala od Słońca).